# 音悦台
音悦台（曾用名：音悦Tai）是一家中国高清MV分享网站。

## 历史
创始人张斗的女儿是韩国偶像团体Super Junior的粉丝，多次抱怨过网上的MV质量差，受此启发他于2009年在北京创建音悦Tai，并在2011年11月15日推出了中国首个MV排行榜“音悦V榜”。2016年与美国娱乐杂志《公告牌》展开战略合作。2019年12月4日，音悦Tai的网站和app无法载入，被认为已经倒闭。
2022年11月1日，音悦台推出了iOS平台的首版app，宣告其恢复正常更新。

## 版权
音悦台曾与环球音乐、华纳音乐、索尼音乐、滚石唱片、相信音乐、爱贝克思音乐、韩国SM Entertainment，JYP娛樂等唱片公司，以及与MBC、KBS等电视台签署了版权协议。